# Liste der Monuments historiques in Guenroc
Die Liste der Monuments historiques in Guenroc führt die Monuments historiques in der französischen Gemeinde Guenroc auf.

## Liste der Objekte
| Bezeichnung                                                  | Beschreibung                                                                                 | Standort                                   | Kennzeichnung | Schutzstatus | Datum | Bild |
| ------------------------------------------------------------ | -------------------------------------------------------------------------------------------- | ------------------------------------------ | ------------- | ------------ | ----- | ---- |
| Taufbecken                                                   | Stein, 15. Jahrhundert                                                                       | in der Kirche St-Gervais-St-Protais (Lage) | PM22000253    | Classé       | 1968  |      |
| Skulptur Heiliger Franziskus                                 | Holz, farbig gefasst, 18. Jahrhundert                                                        | in der Kirche St-Gervais-St-Protais (Lage) | PM22000250    | Classé       | 1968  |      |
| Skulptur Erzengel Michael                                    | Holz, farbig gefasst, 18. Jahrhundert                                                        | in der Kirche St-Gervais-St-Protais (Lage) | PM22000247    | Classé       | 1968  |      |
| Skulptur Heiliger Germanus                                   | Holz, farbig gefasst, 17. Jahrhundert                                                        | in der Kirche St-Gervais-St-Protais (Lage) | PM22000248    | Classé       | 1968  |      |
| Skulpturengruppe Der heilige Maturinus exorziert ein Mädchen | Holz, farbig gefasst, 16. Jahrhundert                                                        | in der Kirche St-Gervais-St-Protais (Lage) | PM22000254    | Classé       | 1971  |      |
| Skulptur Heiliger Gervasius                                  | Holz, farbig gefasst, 17. Jahrhundert                                                        | in der Kirche St-Gervais-St-Protais (Lage) | PM22000246    | Classé       | 1968  |      |
| Skulptur Heiliger Fiacrius                                   | Holz, farbig gefasst, 18. Jahrhundert                                                        | in der Kirche St-Gervais-St-Protais (Lage) | PM22000249    | Classé       | 1968  |      |
| Kelch und Patene                                             | Silber, vor 1696 von Nicolas Boullemer                                                       | in der Kirche St-Gervais-St-Protais (Lage) | PM22000244    | Classé       | 1965  |      |
| Etui mit zwei Ampullen für die Heiligen Öle                  | Silber, 1783 von Claude Bernard Adam                                                         | in der Kirche St-Gervais-St-Protais (Lage) | PM22000245    | Classé       | 1965  |      |
| Skulptur Madonna mit Kind                                    | Holz, farbig gefasst, 18. Jahrhundert                                                        | in der Kirche St-Gervais-St-Protais (Lage) | PM22000251    | Classé       | 1968  |      |
| Skulptur Heilige Barbara                                     | Holz, farbig gefasst, 17. Jahrhundert                                                        | in der Kirche St-Gervais-St-Protais (Lage) | PM22000252    | Classé       | 1968  |      |
| Retabel des Hauptaltars                                      | zwei seitliche Skulpturennischen; Holz, farbig gefasst, 17. Jahrhundert; Mittelteil zerstört | in der Kirche St-Gervais-St-Protais (Lage) | PM22005431    | Inscrit      | 2023  |      |
| Skulptur Heiliger Hubertus                                   | Holz, farbig gefasst                                                                         | in der Kirche St-Gervais-St-Protais (Lage) | PM22004884    | Inscrit      | 2002  |      |
| Skulptur Heiliger Protasius                                  | Holz, farbig gefasst, 17. Jahrhundert                                                        | in der Kirche St-Gervais-St-Protais (Lage) | PM22005430    | Inscrit      | 2023  |      |
| Weihwasserbecken                                             | Stein, 15. Jahrhundert                                                                       | in der Kirche St-Gervais-St-Protais (Lage) | PM22000243    | Classé       | 1956  |      |
| Glocke Françoise-Yvonne                                      | Bronze, 1773 gegossen                                                                        | in der Kirche St-Gervais-St-Protais (Lage) | PM22005429    | Inscrit      | 2023  |      |